# Why Men Leave Home
Why Men Leave Home is een Amerikaanse filmkomedie uit 1924 onder regie van John M. Stahl. Destijds werd de film in Nederland uitgebracht onder de titel Waarom mannen het huis verlaten.

## Verhaal
Met het verstrijken der jaren gaat er sleet zitten op het huwelijk van John en Irene Emerson. Irene spendeert almaar meer tijd met haar vriendinnen. John voelt zich alleen en hij vraagt zijn stenotypiste Jean Ralston mee naar het toneel. Als Irene daarachter komt, besluit het koppel te scheiden. John trouwt vervolgens met Jean. De grootmoeder van John hoort van zijn huwelijksproblemen, maar ze weet nog niet dat het inmiddels al tot een breuk is gekomen. Ze doet alsof ze zich heeft bezeerd, zodat John en Irene haar moeten komen opzoeken. Daar beseffen de echtelieden dat ze nog steeds van elkaar houden. John kan zich van Jean ontdoen door haar een riante alimentatie in het vooruitzicht te stellen.

## Rolverdeling
| Acteur           | Personage       |
| ---------------- | --------------- |
| Lewis Stone      | John Emerson    |
| Helene Chadwick  | Irene Emerson   |
| Mary Carr        | Oma Sutton      |
| William V. Mong  | Opa Sutton      |
| Alma Bennett     | Jean Ralston    |
| Hedda Hopper     | Nina Neilson    |
| Sidney Bracey    | Sam Neilson     |
| Lila Leslie      | Betty Phillips  |
| E.H. Calvert     | Arthur Phillips |
| Howard Truesdale | Dokter Bailey   |